# Sigfrid Bengtsson (konstnär)
Per Sigfrid Bengtsson, född 26 oktober 1898 i Nevishög i Skåne, död 1985, var en svensk konstnär.
Bengtsson studerade vid Berggrens och Larssons målarskola i Stockholm 1929 samt vid den Skånska målarskolan i Malmö några veckor 1931. Separat ställde han ut i SDS-hallen i Malmö samt på Ystads och Malmö museum. Från och med 1936 medverkade han i utställningar med Skånes konstförening och i Statens konstråds utställning 1939, De ungas salong i Stockholm 1941 och med Konstnärsgillet i Lund. Han var med om bildandet av konstnärsgruppen Blandningen 1938 och medverkade i gruppens utställningar ett flertal gånger. Hans konst består av brett hållna landskap med figurer och djur samt träsnitt och teckningar. Bengtsson är representerad vid Malmö museum och Ystads konstmuseum.